# Višegrad
Višegrad (serbisch-kyrillisch Вишеград; slawisch für „Hohe Burg“; deutsch veraltet Wischegrad) ist eine Kleinstadt und der Name der sie umgebenden Gemeinde im östlichen Bosnien und Herzegowina. Die Stadt liegt in der Republika Srpska, etwa acht Kilometer von der Grenze nach Serbien entfernt. In seinem Roman Die Brücke über die Drina setzte Ivo Andrić der Stadt und vor allem ihrer Drinabrücke aus osmanischer Zeit ein literarisches Denkmal. Das Bauwerk zählt seit 2007 zum UNESCO-Weltkulturerbe.

## Geographie
Višegrad liegt am rechten Ufer der Drina an der Mündung des Rzav in selbige. Oberhalb von Višegrad wird der Fluss zum über 20 Kilometer langen Višegradsko Jezero angestaut. Das enge, schluchtenreiche Tal der Drina öffnet sich bei Višegrad zu einem weiten Talkessel mit fruchtbaren Böden, der von über 1000 m hohen Bergen umgeben ist. Durch ihre Lage erhielt die Stadt besonders nach dem Bau der Drinabrücke (1571–78) strategische und wirtschaftliche Bedeutung, da sie auf direktem Weg von Istanbul nach Sarajevo liegt.

## Geschichte

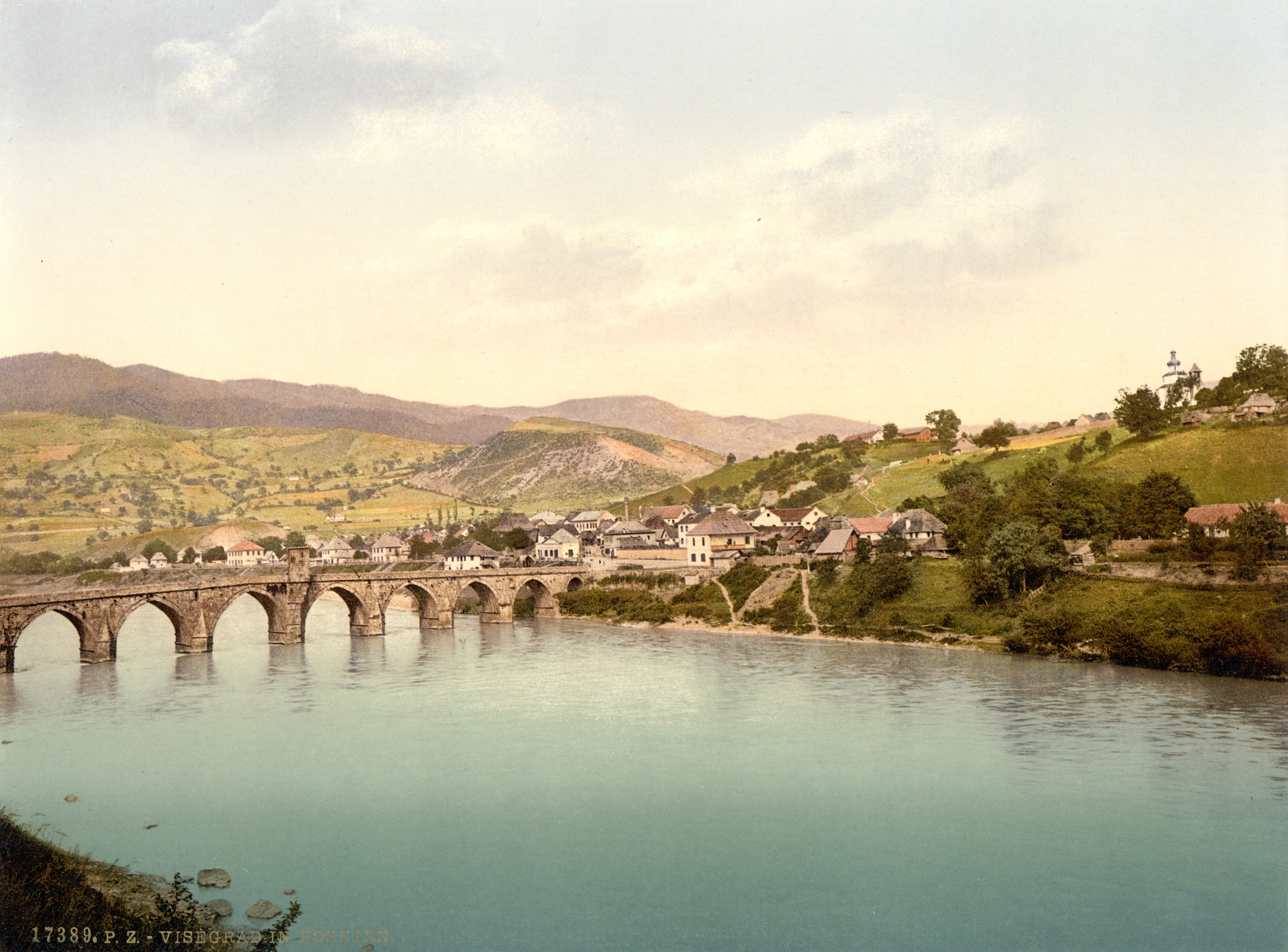
Drinabrücke um 1900

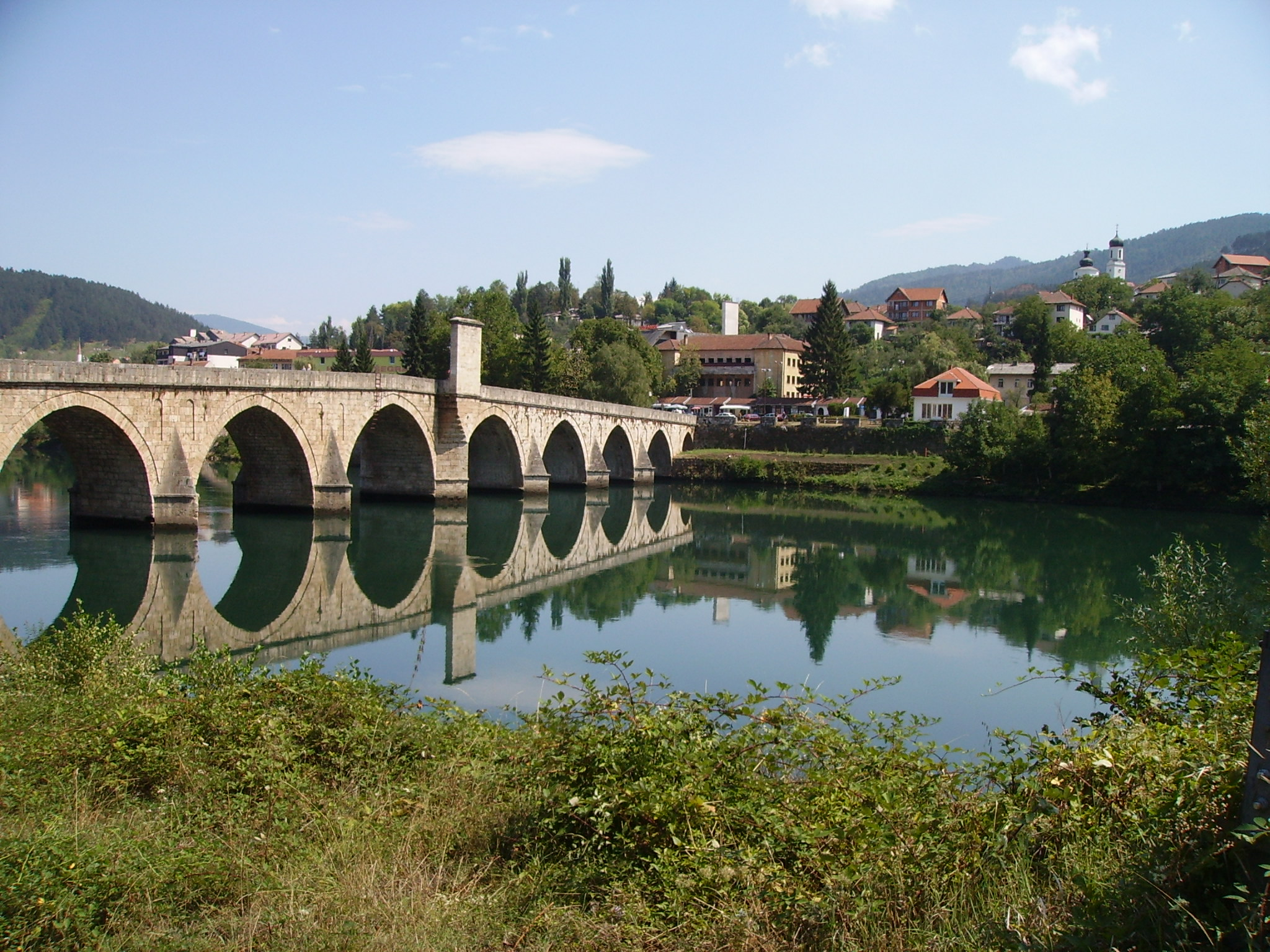
Stadt und Brücke im Jahr 2007

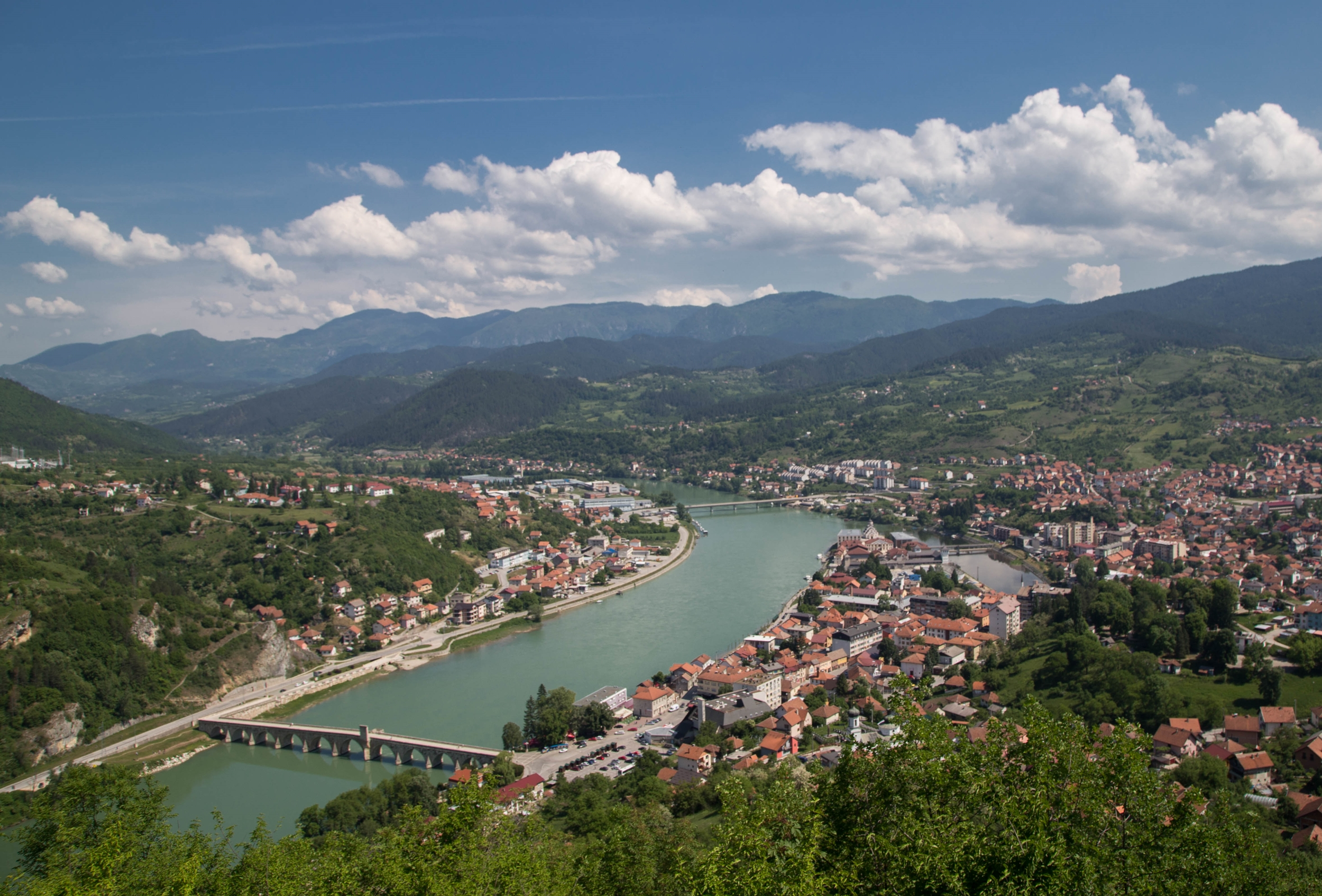
Blick von den umliegenden Bergen auf die Stadt

Die Stadt ist seit Beginn des 15. Jahrhunderts urkundlich belegt, ist jedoch deutlich älter. Nach der Eroberung Bosniens durch das Osmanische Reich und der Gründung des osmanischen Sarajevo Mitte desselben Jahrhunderts gewann der Ort durch seine Lage am Übergang der Handelsstraße nach Istanbul über die Drina an Bedeutung. In den 1570er Jahren wurde die steinerne Drinabrücke erbaut, die heute zum Weltkulturerbe zählt.
Ab 1878 stand Višegrad wie ganz Bosnien und Herzegowina unter Kontrolle Österreich-Ungarns. 1906 wurde nach dreijähriger Bauzeit die Bosnische Ostbahn eröffnet, die der Stadt eine Schienenverbindung nach Sarajevo sowie ab 1928 über Užice nach Belgrad verschaffte.
Vor dem Bosnienkrieg (1992–1995) hatte die Gemeinde Višegrad 21.199 Einwohner; davon waren etwa zwei Drittel Bosniaken und ein Drittel Serben. Die Stadt war aus verschiedenen Gründen strategisch bedeutend, vor allem wegen ihrer Lage an der Verbindungsstraße von Užice nach Sarajevo und des in der Nähe befindlichen Wasserkraftwerkes. Am 6. April 1992 begann der Beschuss von Višegrad durch serbische Einheiten. Daraufhin besetzte eine Gruppe bewaffneter Bosniaken den Drina-Staudamm und drohte damit, ihn zu sprengen. Am 12. April konnten Einheiten der Jugoslawischen Volksarmee (JNA) die Kontrolle über die Stadt und den Staudamm gewinnen. Als sich die JNA im Mai zurückzog, übernahmen lokale serbische Einheiten erneut die Kontrolle über Višegrad und begannen mit ethnischen Säuberungen und Vertreibungen. Im Zuge dessen kam es in der Stadt und der Umgebung zu Hunderten Morden an Zivilisten, Vergewaltigungen sowie der Zerstörung der beiden Moscheen von Višegrad und zahlreicher Wohnhäuser von Nicht-Serben. In seinem Debütroman Wie der Soldat das Grammofon repariert verarbeitet Saša Stanišić den Krieg in Višegrad literarisch.
Ab 2011 entstand im Norden der Stadt auf einer Landzunge, die durch den Zufluss des Rzav in die Drina gebildet wird, Andrićgrad, ein zum großen Teil von Regisseur Emir Kusturica finanziertes Projekt. Es handelt sich dabei um einen Stadtteil aus Häusern in antikem und mittelalterlich-balkanischem Stil, das vor allem der Tourismusförderung dienen soll. Die neue Stadt wird auch Kamengrad (deutsch: Steinstadt) in Anlehnung an das frühere Kusturica-Projekt Drvengrad (deutsch Holzstadt) bei Mokra Gora in Serbien genannt. Offizieller Baubeginn war der 28. Juni 2011, ein erster Bauabschnitt wurde am 28. Juni 2012 in Beisein des Regisseurs, des früheren serbischen Präsidenten Boris Tadić sowie des Präsidenten der Republika Srpska Milorad Dodik eröffnet. Das Projekt wird insbesondere von Seiten der Bosniaken kritisiert, da sie befürchten, dass das kulturelle Erbe der Stadt von serbischer Seite vereinnahmt wird.

## Bevölkerung
Bei der Volkszählung 1991 lebten 21.199 Einwohner in der Gemeinde Višegrad. Davon bezeichneten sich 13.471 (63,5 %) als Bosniaken, 6743 (31,8 %) als Serben und 319 (1,5 %) als Jugoslawen. In der Stadt selbst lebten 11.828 Menschen, davon waren 7413 (62,7 %) Bosniaken, 3512 (29,7 %) Serben und 300 (2,5 %) Jugoslawen.
Nach den Vertreibungen, Morden und Umsiedlungen des Bosnienkrieges stellen heute die Serben die Bevölkerungsmehrheit. Dabei handelt es sich teilweise um Vertriebene und Flüchtlinge aus anderen Landesteilen. Insgesamt ist die Bevölkerungszahl um fast die Hälfte auf knapp 12.000 gesunken.

## Sehenswürdigkeiten
Neben der Drinabrücke und den Ruinen der Burg von Višegrad ist der serbisch-orthodoxe Klosterkomplex in Dobrun etwa 12 km östlich kulturhistorisch bedeutend.

## Verkehr

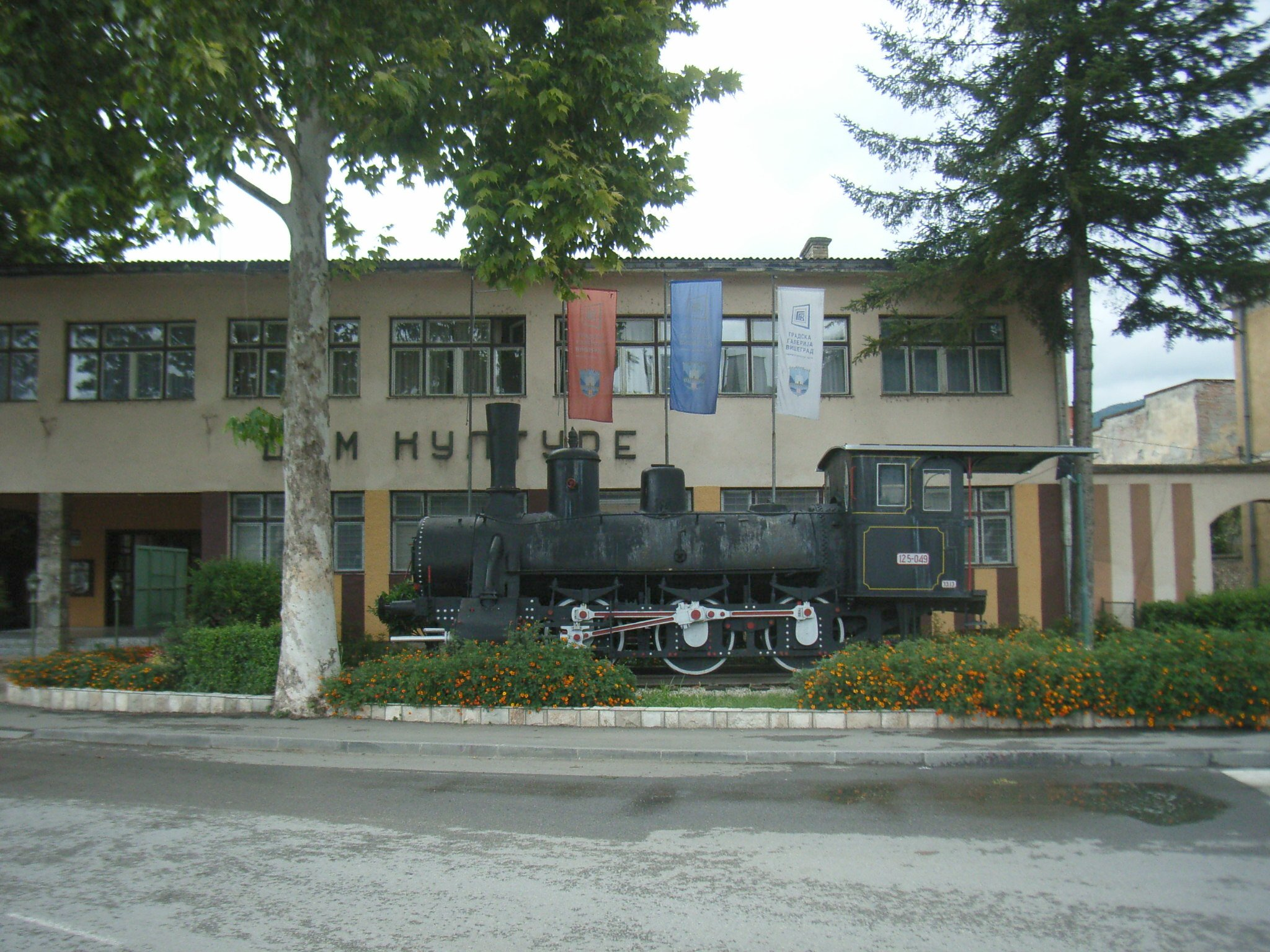
Dampflokomotive JŽ 125-049 von 1894 vor dem Kulturhaus

Višegrad liegt an der Magistralstraße 5 (Europastraße 761) zwischen Užice und (70 km) Sarajevo (113 km), etwa 20 km westlich des Grenzüberganges zu Serbien. Die Stadt war eine Station an der nach der Besetzung Bosniens durch Österreich-Ungarn errichteten und in den 1970er Jahren stillgelegten Schmalspurbahn-Strecke Belgrad–Sarajevo. In der Literatur wurde diese Strecke als Bosnische Ostbahn, im Volksmund als Ciro bezeichnet. Ein Wiederaufbau des landschaftlich besonders reizvollen Abschnittes zwischen Višegrad und der serbischen Staatsgrenze als Touristikbahn wurde 2010 vollendet, allerdings kaum jemals kommerziell genutzt. Sie schließt an die als Šarganska osmica bezeichnete, ebenfalls als Touristikprojekt wiederaufgebaute Fortsetzung der Ostbahn in Serbien an. Bosnien und Herzegowina erhielt für dieses Tourismusprojekt internationale Geldmittel. Eine Dampflokomotive ist heute vor dem Višegrader Kulturzentrum aufgestellt. Sie ist keine Schmalspurlokomotive, wurde 1894 erbaut und entspricht der Baureihe MÁV IIIe.

## Söhne und Töchter der Stadt
- Mehmed Baždarević (* 1960), jugoslawischer Fußballspieler und bosnisch-herzegowinischer Fußballtrainer
- Nedžad Branković (* 1962), Premierminister der Föderation Bosnien und Herzegowina
- Saša Stanišić (* 1978), deutschsprachiger bosnischer Schriftsteller
- Ivo Andrić (1892–1975), Schriftsteller, Nobelpreisträger; wuchs in Višegrad auf.